# Chthonius machadoi
Chthonius machadoi es una especie de arácnido  del orden Pseudoscorpionida de la familia Chthoniidae.

## Distribución geográfica
Se encuentra en España y Marruecos.